# Harmothoe pokoui
Harmothoe pokoui är en ringmaskart som beskrevs av Andre Intes och Le Loeuff 1975. Harmothoe pokoui ingår i släktet Harmothoe och familjen Polynoidae. Inga underarter finns listade i Catalogue of Life.